# Cimetière militaire allemand de Féy
Le cimetière militaire allemand de Féy est un cimetière militaire de la Première Guerre mondiale, situé à Féy dans le département de la Moselle, en Lorraine.
Dans ce cimetière reposent les corps de 2 006 soldats allemands dont 500 non-identifiés.